# ملعب زاهدان
ملعب زاهدان (بالفارسية: ورزشگاه زاهدان) هو ملعب كرة قدم يقع في مدينة زاهدان، إيران، افتتح في 18 أبريل 2008 بسعة 15000 متفرج.